# Премія Олександра Солженіцина
Літерату́рна пре́мія Олекса́ндра Солженіцина (неофіційно Солженіцинська премія) — літературна премія, заснована для нагородження письменників, які живуть в Росії і пишуть російською мовою, за твори, створені і опубліковані в післяреволюційний період. У виняткових випадках премія може бути присуджена авторам посмертно. Вручається з 1998 року.
Премія задумана Солженіциним в 1978 році. Її мета ним сформульована так: «Не пропустим гідних, не нагородимо порожніх»[1].

## Положення про вручення
Премією нагороджуються письменники, чия творчість є високохудожньою, сприяє самопізнанню Росії, робить значний внесок у збереження і дбайливий розвиток традицій вітчизняної літератури.
Премія присуджується щороку за твори, написані в одному з основних родів літератури: проза, поезія, драматургія, літературна критика і літературознавство. Жоден з них не вважається пріоритетним; при присудженні премії не проводиться ні принцип черговості, ні принцип ротації родів словесності.
Премія може бути присуджена за роман, повість чи сукупність оповідей; книгу або цикл віршів; п'єсу; сукупність статей або дослідження.
Лауреатом премії автор може стати тільки один раз. Отримання іншої літературної премії не перешкоджає присудженню автору даної премії. Автор, якого одного разу висували на здобуття премії, але не отримав її, може бути висунутий повторно. У разі, якщо премія присуджується авторові посмертно, грошова сума премії буде використана, згідно з рішенням Журі, для нового видання творів автора та/або увічнення його пам'яті (створення меморіального музею, відкриття меморіальної дошки тощо).
У виняткових випадках премія може бути поділена між двома кандидатами.
Лауреати премії минулих років отримують право висування кандидатів.
Фінансове забезпечення премії здійснюється Російським Громадським Фондом Олександра Солженіцина.
О. І. Солженіцин заснував цей Фонд в 1974 році, відразу після свого вигнання з країни, і передав йому всі світові гонорари за «Архіпелаг ГУЛАГ». З тих пір Фонд надавав систематичну допомогу жертвам ГУЛАГу, а також фінансував проекти, пов'язані зі збереженням російської культури. Грошова сума премії — 25000 доларів США.
У 2001 році в положення було внесено доповнення про те, що до розгляду будуть допущені праці з російської історії, російської державності, філософської і суспільної думки, а також значущі діючі культурні проекти.

## Склад журі
- Олександр Солженіцин, письменник;
- Микита Струве (Париж), професор літератури, видавець;
- Валентин Непомнящий, літературознавець;
- Людмила Сараскіна, літературознавець;
- Павло Басинський, літературний критик;
- Наталія Солженіцина, президент Фонду;
- Борис Любимов, театрознавець (з 2006 року);
- Віктор Москвін, директор Дому російського зарубіжжя, видавець (з 2009 року)

## Лауреати
- 1998 — академік Володимир Топоров, філолог — «за дослідження енциклопедичного охоплення в області російської духовної культури, вітчизняної і світової літератури, що з'єднують тонкість спеціального аналізу з об'ємністю людського змісту; за плідний досвід служіння філології національного самопізнання у світлі християнської традиції»[2].
- 1999 — Інна Ліснянська, поетеса — «за прозору глибину віршованого російського слова і багаторічно явлену в ньому поезію співчуття»[2].
- 2000 — Валентин Распутін, прозаїк — «за пронизливий вираз поезії та народної трагедії життя, в зрощенні з російською природою і мовленням; душевність і цнотливість у воскресінні добрих начал»[2].
- 2001 — Костянтин Воробйов (посмертно) і Євгеній Носов, прозаїки — «чиї твори в повній правді явили трагічний початок Великої Вітчизняної війни, її хід, її наслідки для російського села і пізню гіркоту відкинутих ветеранів»[2].
- 2002 — Олександр Панарін, філософ — «за книги „Реванш истории“ (1998) и „Искушение глобализмом“ (2000) з їх глибоким осмисленням нового світового порядку, місця в ньому Росії і її ціннісного самостояння»;
- Леонід Бородін, прозаїк — «за творчість, у якій випробування російського життя передані з рідкісною моральною чистотою і відчуттям трагізму; за послідовну мужність у пошуках правди»[2].
- 2003 — Ольга Седакова і Юрій Кублановський — поети: перша «за відважне стремління простим ліричним словом передати таємничість буття; за тонкість і глибину філологічних і релігійно-філософських есе», другий — «за мовне і метафоричне багатство вірша, пронизаного болем російської долі; за моральну точність публіцистичного слова»[3].
- 2004 — Володимир Бортко, кінорежисер — «за натхненне кінопрочитання роману Достоєвського „Ідіот“, що викликало народний відгук і об'єднало сучасного читача з російською класичною літературою в її моральному служінні», і Євген Миронов, актор — «за проникливе втілення образу князя Мишкіна на екрані, що дає новий імпульс розуміння християнських цінностей російської літературної класики»[4].
- 2005 — Ігор Золотуський, критик — «за масштабність художньо-критичних досліджень сучасної словесності і глибинне осягнення генія і долі Гоголя; за вірність, в незалежному пошуку, традиціям і моральній гідності російської літератури»[5].
- 2006 — Олексій Варламов, прозаїк — «за тонке відстеження в художній прозі сили і крихкості людської душі, її долі в сучасному світі; за осмислення шляхів російської літератури ХХ століття в жанрі письменницьких біографій»[6].
- 2007 — Сергій Бочаров, літературознавець — «за філологічну досконалість і артистизм у дослідженні шляхів російської літератури; за відстоювання в науковій прозі розуміння слова як ключової людської цінності», і академік Андрій Залізняк, лінгвіст — «за фундаментальні досягнення у вивченні російської мови, дешифрування давньоруських текстів; за філігранне лінгвістичне дослідження першоджерела російської поезії „Слова о полку Ігоревім“,яке переконливо доводить його справжність»[7].
- 2008 — Борис Єкимов, письменник, «за гостроту і біль в описі втраченого стану російської провінції і відображення незнищенної гідності скромної людини; за джерело живої народної мови,яке б'є в прозі письменника».
- 2009 — Віктор Астаф'єв (посмертно), письменник, «письменнику світового масштабу, безстрашному солдату літератури,який шукав світло і добро у понівеченій долі природи і людини». Вперше премія була присуджена журі, в якому не було самого О. В. Солженіцина[8].
- 2010 — академік Валентин Янін, історик і археолог, «за видатні археологічні та історичні відкриття,які перевернули уявлення про нашу ранню історію і людину Давньої Русі»[9].
- 2011 — Олена Чуковська, літературознавець, «за подвижницьку працю зі збереження і видання багатющої спадщини сім'ї Чуковських; за відважну допомогу вітчизняній літературі у важкі і небезпечні моменти її історії»[10].
- 2012 — Олег Павлов, письменник, «за сповідальну прозу, проникнуту поетичною силою і співчуттям; за художні та філософські пошуки сенсу існування людини в надзвичайних обставинах»[11].
- 2013 — Максим Амелін, поет, «за новаторські експерименти,які розширюють межі і можливості ліричної поезії, за розвиток різноманітних традицій російського вірша і за велику просвітницьку діяльність на благо красного письменства»[12].
- 2014 — Ірина Роднянська, літературний критик, «за віддане служіння вітчизняній словесності в її пошуках краси і правди, за вимогливу і чуйну увагу до руху громадської думки на тлі часу»[13].
- 2015 — Сергій Женовач, театральний режисер, «за віддане служіння російському театру і натхненний переклад на мову сцени скарбів світової літературної класики; за виховання глядачів у дусі вимогливої любові до театру і книги»[14].
- 2016 — Григорій Кружков, поет, есеїст, перекладач поезії, «за енергію поетичного слова, здатність осягнути всесвіт Шекспіра і зробити світ англомовної лірики надбанням російської віршованої стихії; за філологічне мислення»[15].

Видавництво «Русский Миръ» видає роботи лауреатів в книжній серії «Літературна премія Олександра Солженіцина»[16].